# ماهیچه سرینی کوچک

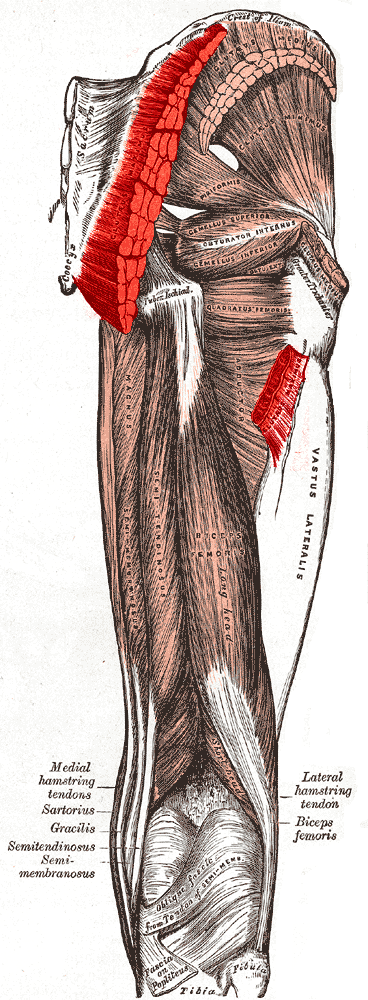
ماهیچه سرین

ناحیه سُرِین از سه عضله تشکیل شده‌است:
ماهیچه سرینی بزرگ
ماهیچه سرینی متوسط
ماهیچه سرینی کوچک(به انگلیسی: gluteus minimus)
این ماهیچه‌ها از نوع مخطط بوده و نقش مهمی در دویدن و راه رفتن ایفا می‌کنند.

## ماهیچه سرینی کوچک
ماهیچه سرینی کوچک از سطح خارجی ایلیوم (بین دو خط گلوتئال فوقانی و تحتانی) مبدا گرفته و به سطح قدامی برجستگی (تروکانتر) بزرگ استخوان ران ختم می‌شود. از عصب سرینی فوقانی عصب دهی می‌شود و عمل آن چرخش داخلی مفصل ران و ابداکسیون پا است.

## نگارخانه

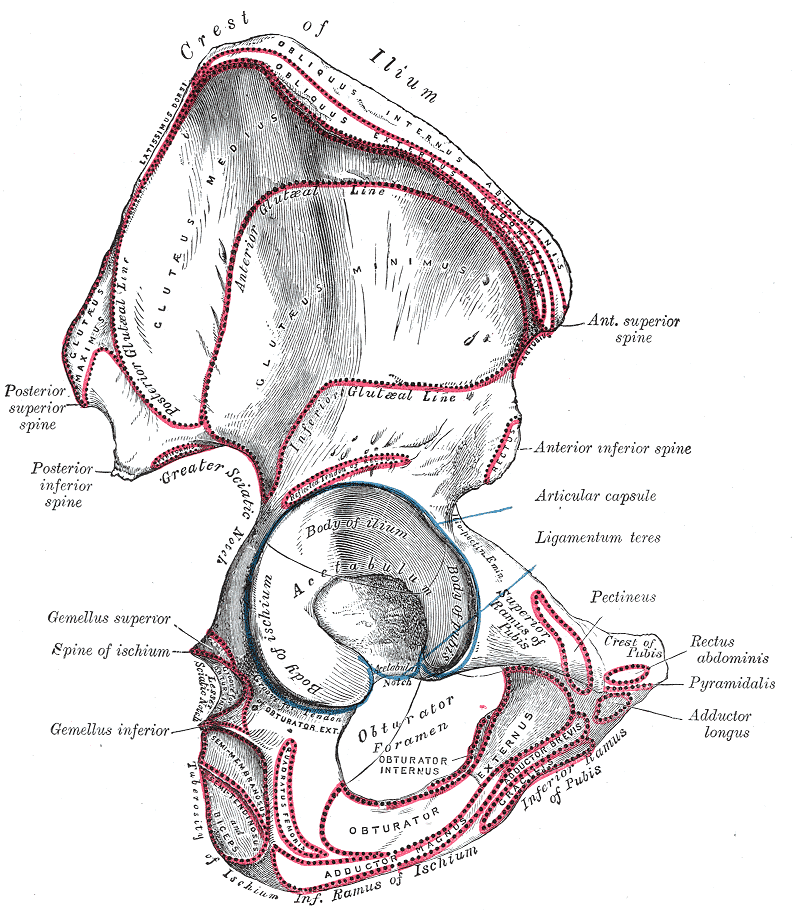
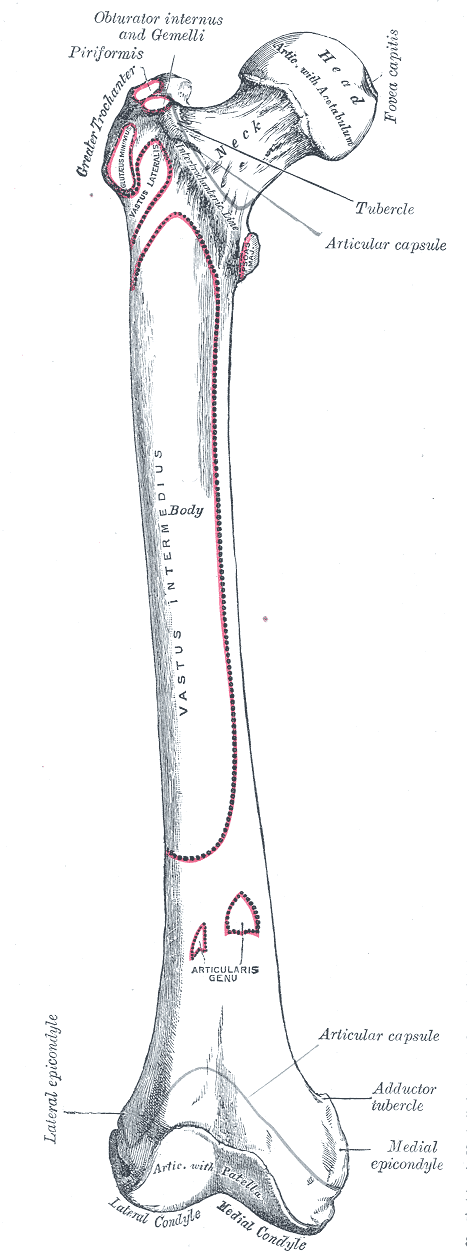
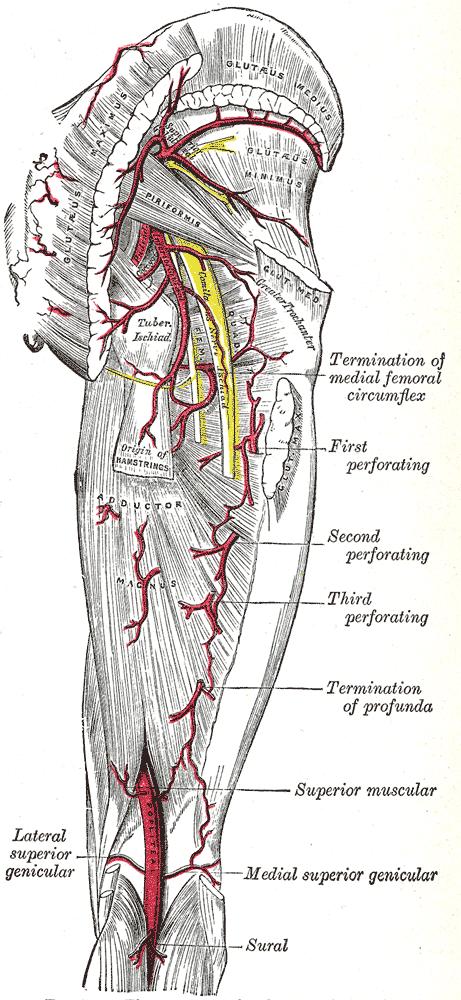
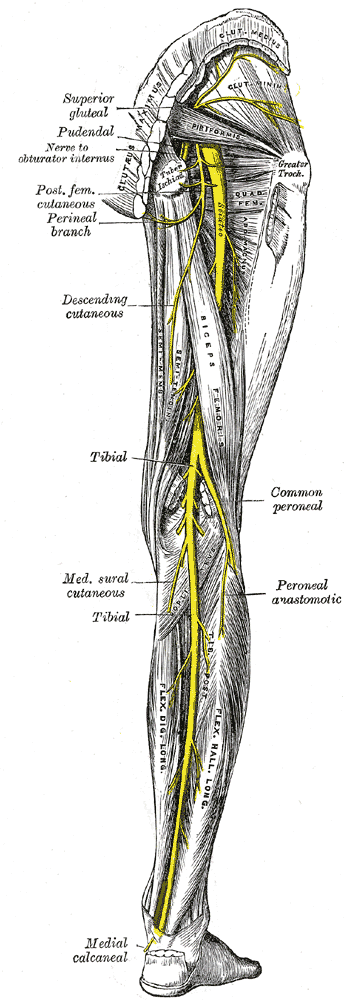